# Famille Sieniawski

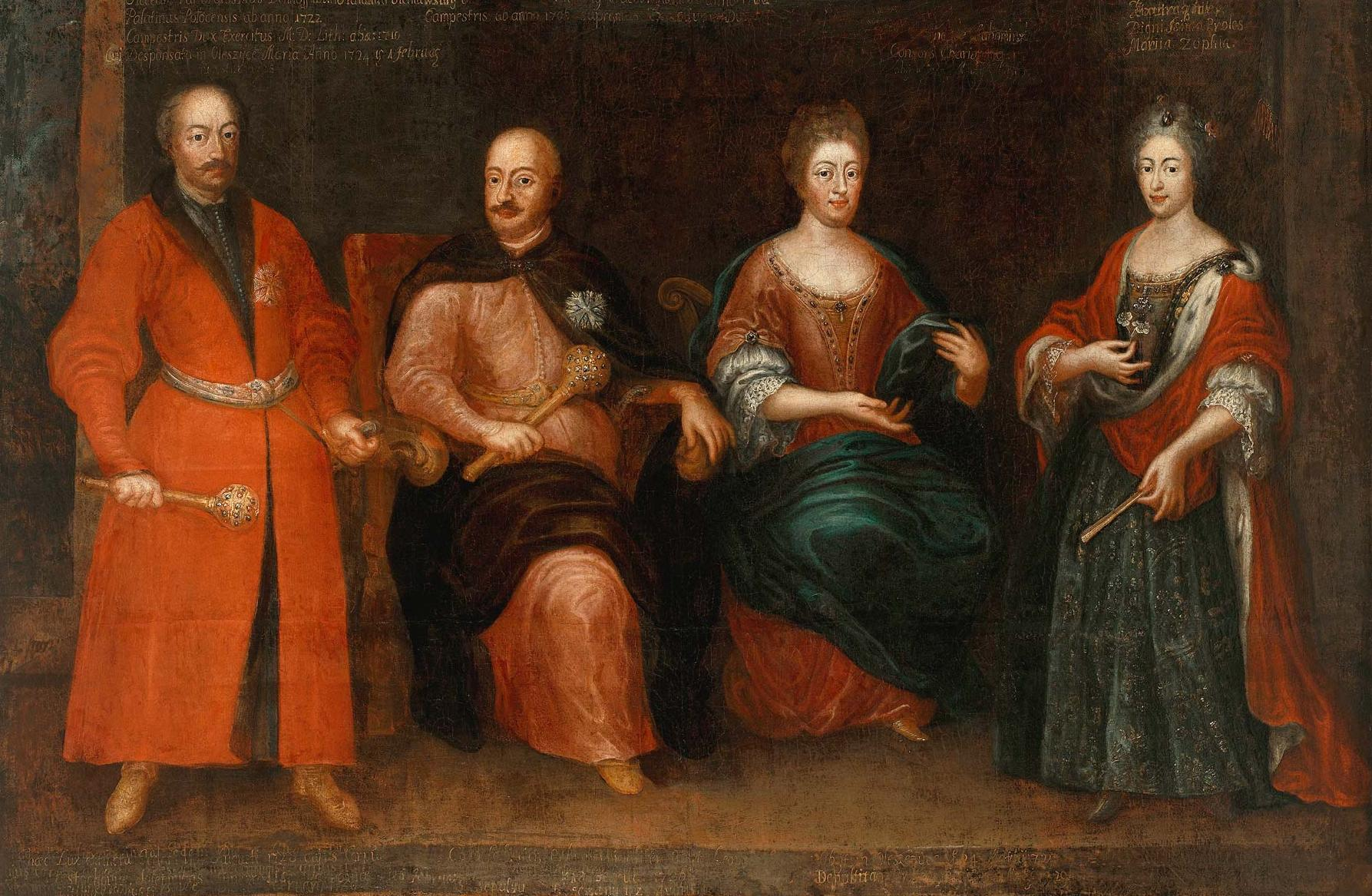
Portrait de la famille Sieniawski

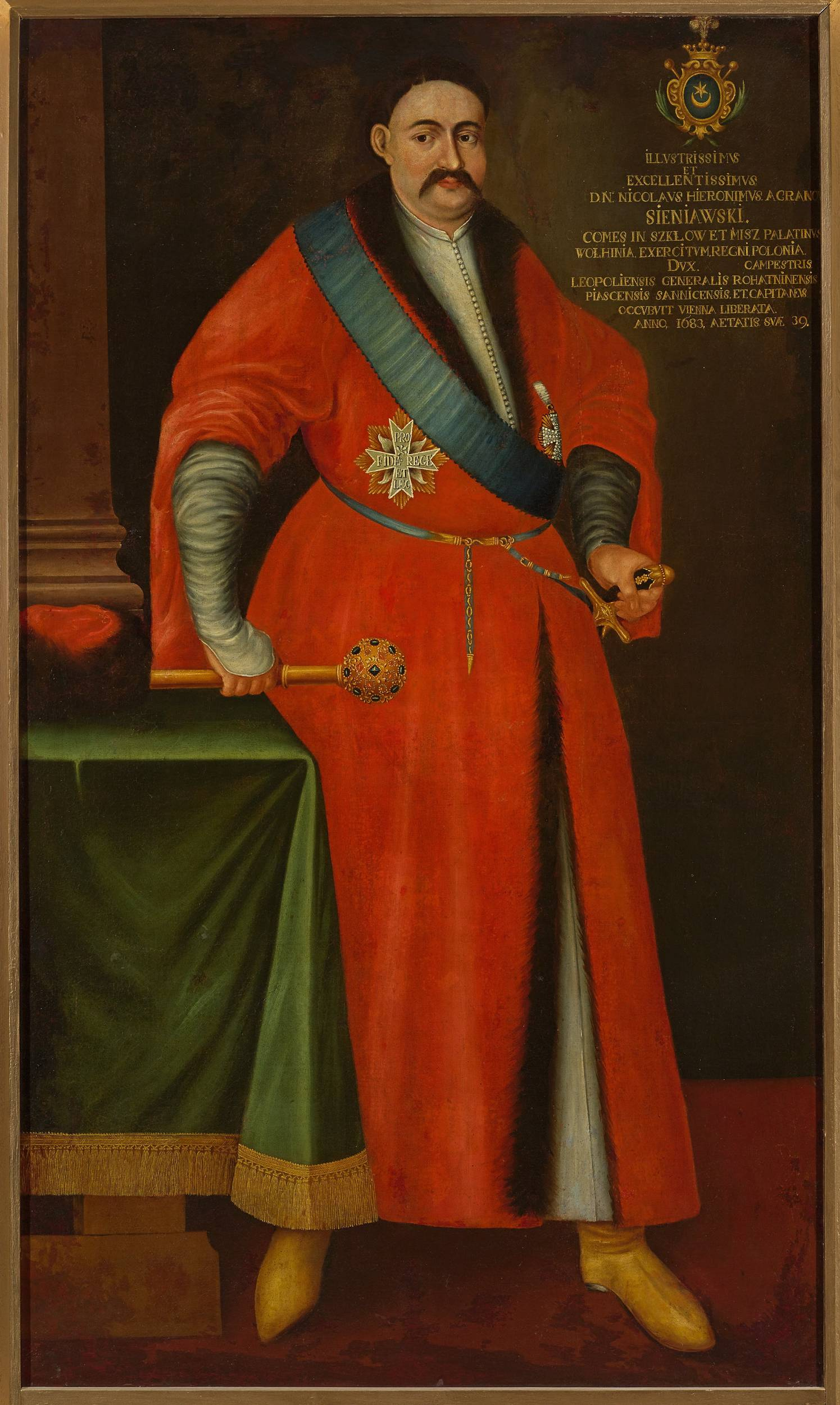
Mikołaj Hieronim Sieniawski (1645-1683)

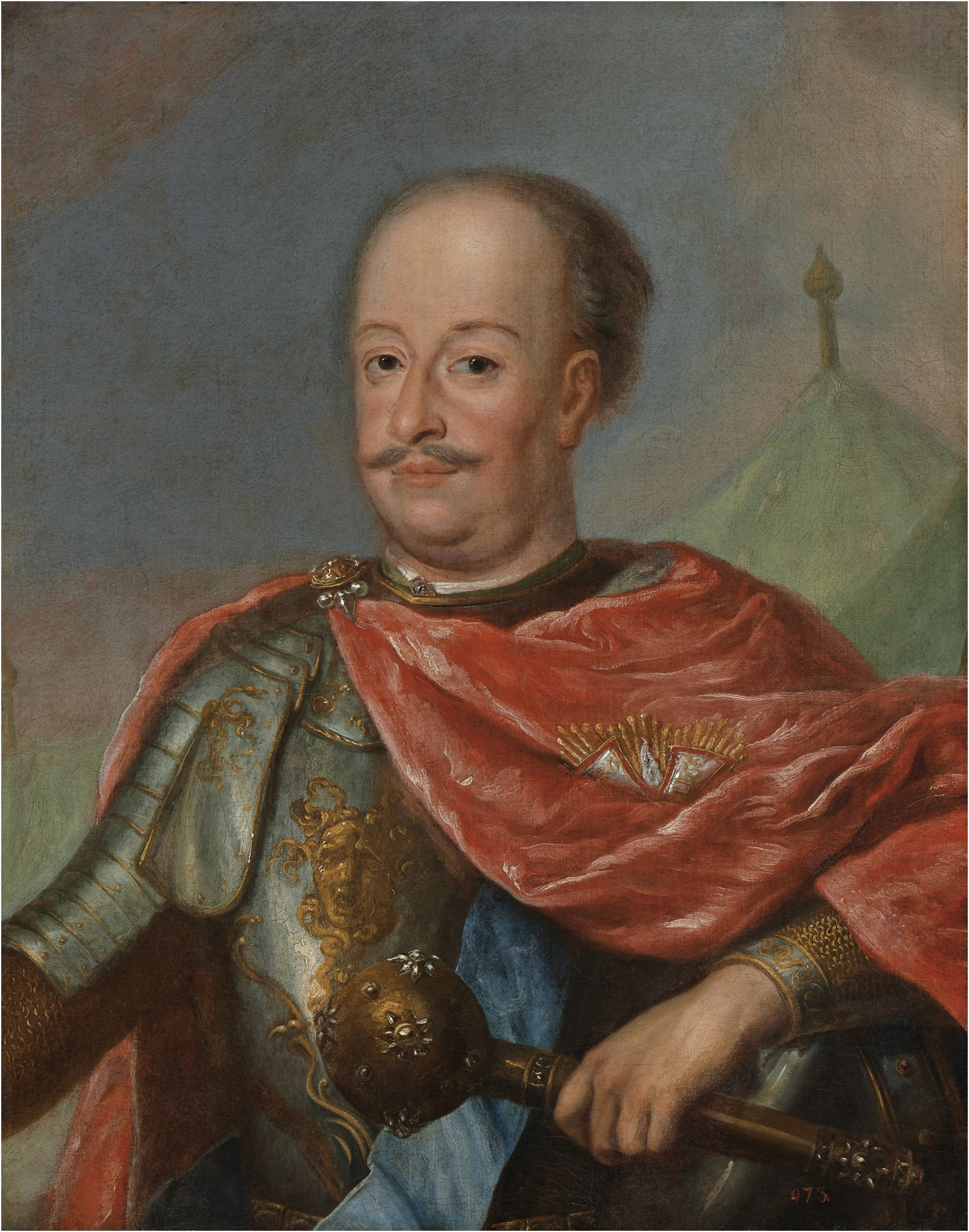
Adam Mikołaj Sieniawski (1666-1726)

La famille Sieniawski du clan Leliwa est une famille de la noblesse polonaise.

Elle s'est éteinte en ligne masculine en 1726 avec Adam Mikołaj Sieniawski (1666-1726).

## Filiation
La filiation commence avec Świętosław Sieniawski, père de :
- Gunter Sieniawski (pl) (mort vers 1494), dont :
  - Rafał Sieniawski (pl) (mort en 1518), marié avec Agnieszka Cebrowska, dont :
    - Mikołaj Sieniawski (vers 1489–1569), marié avec Katarzyna Kola, dont :
      - Hieronim Jarosz Sieniawski (en) (vers 1516-1579)
      - Mikołaj Sieniawski (1520-1584)
      - Rafał Sieniawski (pl) (   -1592)

### Sixième génération
- Adam Hieronim Sieniawski (en) (1576–1616), fils de Hieronim Jarosz Sieniawski (vers 1516-1579)

### Septième génération
- Prokop Sieniawski (en) (mort en 1627), fils de Adam Hieronim Sieniawski (1576–1616)

### Huitième génération
- Adam Hieronim Sieniawski (en) (1623/1624–1650), fils de Prokop Sieniawski (mort en 1627)

### Neuvième génération
- Mikołaj Hieronim Sieniawski (1645-1683), fils de Adam Hieronim Sieniawski (1623/1624–1650)

### Dixième génération
- Teofilia Sieniawska (en) (1677–1754), fille de Mikołaj Hieronim Sieniawski (1645-1683)

- Adam Mikołaj Sieniawski (1666-1726), fils de Mikołaj Hieronim Sieniawski (1645-1683)

### Onzième génération
- Maria Zofia Sieniawska (1698-1771), fille d'Adam Mikołaj Sieniawski (1666-1726)

## Demeures familiales
- Château de Pniv.